# Rezoluce Rady bezpečnosti OSN č. 746
Rezoluce Rady bezpečnosti OSN č. 746 (S/RES/746) přijatá jednomyslně 17. března 1992, potvrdila platnost dříve schválené rezoluce č. 733 a přivítala dohodu o zastavení palby v Mogadišu. Rada vzala na vědomí zprávu generálního tajemníka OSN Butrus Butrus-Ghálího a vyzvala k pokračování dodávek humanitární pomoci do Somálska. Podpořila také návrh generálního tajemníka na vyslání týmu technické podpory.
Rada vyzvala všechny strany somálského konfliktu k dodržování příměří z 3. března 1992 a k jejich další spolupráci s generálním tajemníkem a s pracovníky OSN a dalších mezinárodních organizací na dopravě humanitárních dodávek k somálskému obyvatelstvu. Rada také podpořila vyslání týmu technické podpory (UNOSOM I), který by na místě zajistil logistickou podporu pro rozvoz pomoci. Vyzvala také všechny strany somálského konfliktu ke garanci bezpečnosti pro členy týmu.
Rada také podpořila další spolupráci mezi Organizací africké jednoty, Arabskou ligou a generálním tajemníkem OSN v naději na svolání celonárodní konference o usmíření v Somálsku.